# ...Famous Last Words...
Pour les articles homonymes, voir Famous Last Words.
 (avril 2024).
Si vous disposez d'ouvrages ou d'articles de référence ou si vous connaissez des sites web de qualité traitant du thème abordé ici, merci de compléter l'article en donnant les références utiles à sa vérifiabilité et en les liant à la section « Notes et références ».
Albums de Supertramp
Paris
(1980) Brother Where You Bound
(1985)
...Famous Last Words... est le septième album studio du groupe Supertramp sorti en 1982, et le dernier avec Roger Hodgson, qui quittera le groupe après la tournée pour poursuivre une carrière solo.  
On y retrouve les sœurs Ann et Nancy Wilson de Heart aux chœurs sur deux chansons, Put on Your Old Brown Shoes et C'est le bon. Claire Diament en fait autant sur la longue chanson Don't Leave Me Now, écrite par Roger Hodgson et inspirée par le meurtre de John Lennon.  

## Pochette
Sa pochette représente un funambule en équilibre sur un fil qu'une main armée de ciseaux se prépare à couper. 

## Liste des titres
Tous les titres impairs sont écrits et chantés par Roger Hodgson, alors que les titres pairs le sont par Rick Davies.
1. Crazy – 4:44
2. Put on Your Old Brown Shoes – 4:22
3. It's Raining Again – 4:24
4. Bonnie – 5:37
5. Know Who You Are – 4:59
6. My Kind of Lady – 5:15
7. C'est le Bon – 5:32
8. Waiting So Long – 6:34
9. Don't Leave Me Now – 6:24

## Musiciens
Selon le livret accompagnant l'album : 
- Rick Davies – chant, claviers, harmonica
- Roger Hodgson – chant, guitares, claviers
- John Helliwell – saxophones, clarinette, claviers, chœurs
- Dougie Thomson – basse
- Bob Siebenberg – batterie, percussions

### Musiciens additionnels
- Russel Pope – sonorité de concerts, coproduction
- Ann et Nancy Wilson : chœurs sur Put on Your Old Brown Shoes et C'est le bon
- Claire Diament – chœurs sur Don't Leave Me Now
- Richard Hewson – arrangements de cordes sur Know Who You Are